# Praia da Ponta das Canas
Praia da Ponta das Canas is een strand in het noorden van het eiland Santa Catarina. Het is gelegen in het district Cachoeira do Bom Jesus van de gemeente Florianópolis in het zuiden van Brazilië. Het is ongeveer 950 meter lang en de breedte varieert van 1 tot 18 meter.
De naam is afkomstig van de aanwezigheid van suikerriet in de buurt.